# Stazione di Ōmae
La stazione di Ōmae è una stazione ferroviaria della East Japan Railway Company. La stazione è l'ultima della Linea di Agatsuma. Questa stazione è a 840.4 m s.l.m.

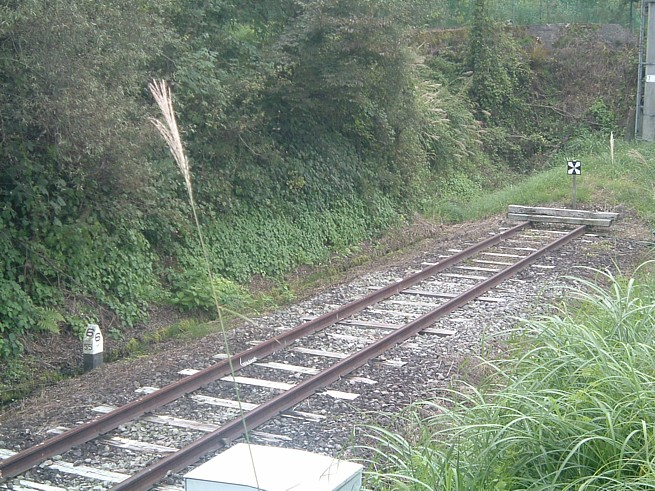
La pietra miliare che, dopo la stazione di Ōmae, segna la fine della Linea di Agatsuma